# Aartsbisdom Manaus
Het aartsbisdom Manaus (Latijn: Archidioecesis Manaënsis, Portugees: Arquidiocese de Manaus) is een rooms-katholiek aartsbisdom in Brazilië met zetel in Manaus. De aartsbisschop van Manaus is metropoliet van de kerkprovincie Manaus, waartoe ook de volgende suffragane bisdommen behoren:
- Alto Solimões
- Borba
- Coari
- Itacoatiara (territoriale prelatuur)
- Parintins
- Roraima
- São Gabriel da Cachoeira
- Tefé (territoriale prelatuur)

Het aartsbisdom telt 2.252.300 inwoners, waarvan 74,6% rooms-katholiek is (cijfers 2019), verspreid over 92 parochies. De huidige aartsbisschop is kardinaal Leonardo Ulrich Steiner.

## Geschiedenis
Het bisdom Amazonas werd in 1892 opgericht als afsplitsing van het  bisdom Belém do Pará en verloor in 1910 gebied aan de nieuw opgerichte apostolische prelaturen Alto Solimões en Tefé, in 1910 aan het bisdom Caratinga, in 1919 aan de apostolische prelatuur Acre e Purus, in 1925 aan de apostolische prelaturen Porto Velho en Lábrea. Het bisdom Amazonas werd in 1952 verheven tot het aartsbisdom Manaus en verloor in 1955 gebied aan de apostolische prelatuur Parintis, in 1961 aan de territoriale prelatuur Humaitá, in 1963 aan de territoriale prelatuur Borba en in 1963 aan de territoriale prelaturen Coari en Itacoatiara.
In juli 1980 bezocht paus Johannes Paulus II het aartsbisdom.